# Ärtsångare
Ärtsångare (Curruca curruca) är en vanlig fågelart i familjen sylvior (Sylviidae) som häckar över stora delar av Europa och i västra och centrala Asien. Över stora delar av sitt utbredningsområde är den en flyttfågel och den övervintrar söder om Sahara, på Arabiska halvön och i Indien. 

## Utbredning och systematik

### Utbredning
Ärtsångaren häckar i Europa och Asien österut till Transbajkal, och som längst söderut till norra Israel. I Europa förekommer den inte i norra Skandinavien, norra Storbritannien, på Irland, inte i västra Frankrike, Spanien och Portugal, och i Italien häckar den endast längst i norr. Den är en flyttfågel som övervintrar söder om Sahara, främst i Östafrika, på södra Arabiska halvön och i Indien. I södra Centralasien, norr om Indien, i främst Pakistan och Iran förekommer en stannfågelpopulation.  

### Förekomst i Sverige
Fågeln förekommer i stora delar av Sverige utom längst i norr.

### Systematik
Tidigare placerades nästan alla sångare i familjen Sylviidae men idag har denna familj delats upp i ett antal familjer och gruppen sångare behandlas istället som överfamiljen Sylvioidea.
Huruvida ärtsångaren utgör en enda art eller består av flera närbesläktade är omstritt. Vanligen behålls dock de olika populationerna som underarter i väntan på bättre studier, bland andra International Ornithological Congress (IOC) som delar upp ärtsångaren i sex underarter med följande utbredning:
- Europeisk ärtsångare[7] (curruca, inklusive caucasica) – häckar från Europa österut till västra Sibirien och söderut till Mindre Asien och norra Iran; övervintrar huvudsakligen i nordöstra Afrika, mindre frekvent även västerut till Senegal och Gambia, samt på södra Arabiska halvön.
- Sibirisk ärtsångare[7] (blythi) – häckar från nordcentrala Sibirien nordöstra Kina; övervintrar till södra Asien.
- Stäppärtsångare[7] (halimodendri, inklusive telengetica) – häckar på den centralasiatiska stäppen, från sydöstra Ryssland, Kazakstan, Uzbekistan och Turkmenistan till nordvästra Mongoliet; övervintrar huvudsakligen i sydvästra Asien, från sydöstra Iran till nordvästra Indien, men möjligen också i Östafrika.
- Bergärtsångare (althaea, inklusive monticola) – häckar från Iran och södra Turkmenistan till norra Pakistan och centrala Asien; övervintrar i södra Asien
- Ökenärtsångare (minula, inklusive jaxartica) – häckar från södra Kazakstan till västra Kina; övervintrar i ett område från Arabien till Indien
- margelanica – häckar i norra Kina; övervintrar till södra Asien

Analyser av mtDNA från en fågel som 2001 övervintrade på Landsort i Sverige visade att den skiljde sig ifrån alla andra kända taxa inom komplexet. Dock liknade den mest halimodendri i fält.

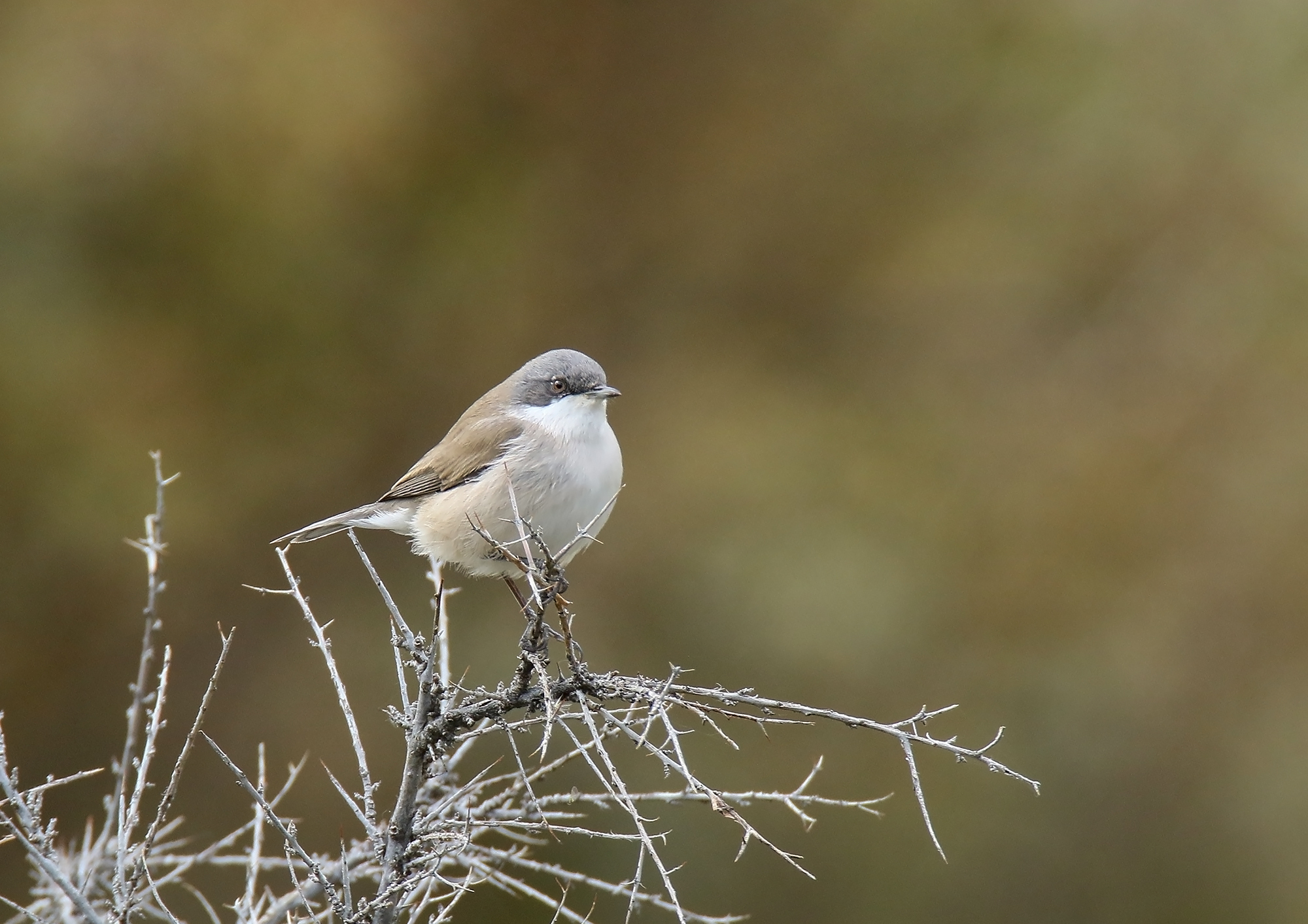
Ärtsångare, förmodligen halimodendri, fotograferad i maj i Pakistan.

### Evolution
Ärtsångaren har tidigare behandlats som nära släkting till törnsångare (Curruca communis) och det har ansetts att dessa båda taxon separerades under den senaste istiden. Detta skulle ha skett på samma sätt som uppdelningen mellan taxonen gransångare (Phylloscopus collybita) och lövsångare (Phylloscopus trochilus) där en population av släktet Phylloscopus separerades av inlandsisen, i två europeiska populationer. När isen sedan drog sig norrut hade de båda populationerna förändrats så pass mycket att de inte längre häckade tillsammans. 
Senare forskning har dock påvisat att ärtsångare och törnsångare inte alls är så nära besläktade som man tidigare har trott. Nutida studier har istället visat att ärtsångare är närmare besläktade med en grupp arter med varierande morfologi. De varierar mycket vad gäller storlek och dräkt, saknar rödbruna vingfläckar och ofta kontrasterar den mörka kinden kraftigt mot den ljusa strupen. Den senare gruppen förekommer från de södra områdena av ärtsångarens utbredningsområde och söderut i Afrika och omfattar herdesångare (C. hortensis), mästersångare (C. crassirostris), arabsångare (C. leucomelaena), jemensångare (C. buryi) och sorgsångare (C. lugens), där de två sista arterna tidigare placerades i släktet Parisoma. Detta indikerar att skillnaderna är äldre än tidigare förutspått, och att gruppen inte uppstod på grund av den senaste istiden i Europa, utan istället på grund av att ökenområden utbredde sig på Arabiska halvön, vilket också skedde under nedisningarna.

### Släktestillhörighet
Arten placeras traditionellt i släktet Sylvia. Genetiska studier visar dock att Sylvia består av två klader som skildes åt för hela 15 miljoner år sedan. Sedan 2020 delar BirdLife Sverige och tongivande internationella auktoriteter, som International Ornithological Congress (IOC) därför upp Sylvia i två skilda släkten, där ärtsångaren förs till Curruca. Även eBird/Clements följde efter 2021.

## Utseende och läte

### Utseende och fältkännetecken

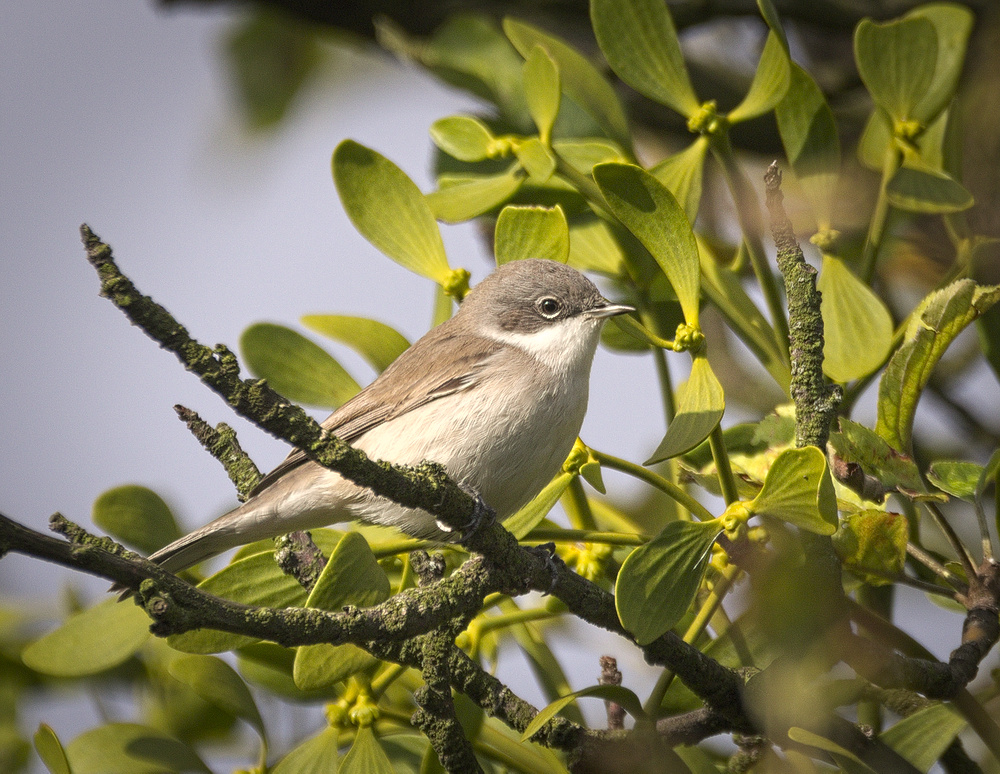
Ärtsångaren är en liten och kraftigt byggd sångare, med rätt kort stjärt.

Den adulta ärtsångaren mäter 11,5–13,5 cm och väger 12–16 gram. Ärtsångaren är en liten och kraftigt byggd sångare, med rätt kort stjärt som har vita yttre kantfjädrar. Ovansidan är brun till gråbrun, men de sydöstligare är mer sandbruna, och undersidan vitaktig. Den har vit strupe, grå hjässa, grå örontäckare och mörka ben. Den har mörk tarser, mörk iris, tunn ljusgrå ring runt ögat och näbben är rätt kort och mörk, med något ljusare gråblå bas. Könen och åldrarna är lika.
Den nordöstliga underarten blythi har ljusare grå hjässa som separeras från kinden genom ett vitt ögonbrynsstreck. Typiska minula är något mindre än nominatformen, har ljusare gråbrun rygg och renare vita stjärtsidor. Centralasiatiska althaea är å andra sidan större och mörkare. 

### Läte
Det korta, torrt smackande locklätet låter som "tät" eller "tsche". Under flyttningen hörs även ett blåmesliknande, tjattrigt och lite gnälligt "tje-tje-tje-tje". Sången skiljer sig från de övriga närbesläktade arternas. Den är cirka två sekunder kort och består först av ett kort skrovligt pladder som övergår till ett entonigt, skallrande läte, likt ljudet av torkade ärtor som skakas i en plåtburk, vilket förmodligen gett fågeln dess namn. I Turkiet, Kaukasus, Centralasien och Sibirien ligger tonvikten oftast mer på det skrovliga pladdret, medan det avslutande skallrandet är kort eller saknas helt.

## Ekologi

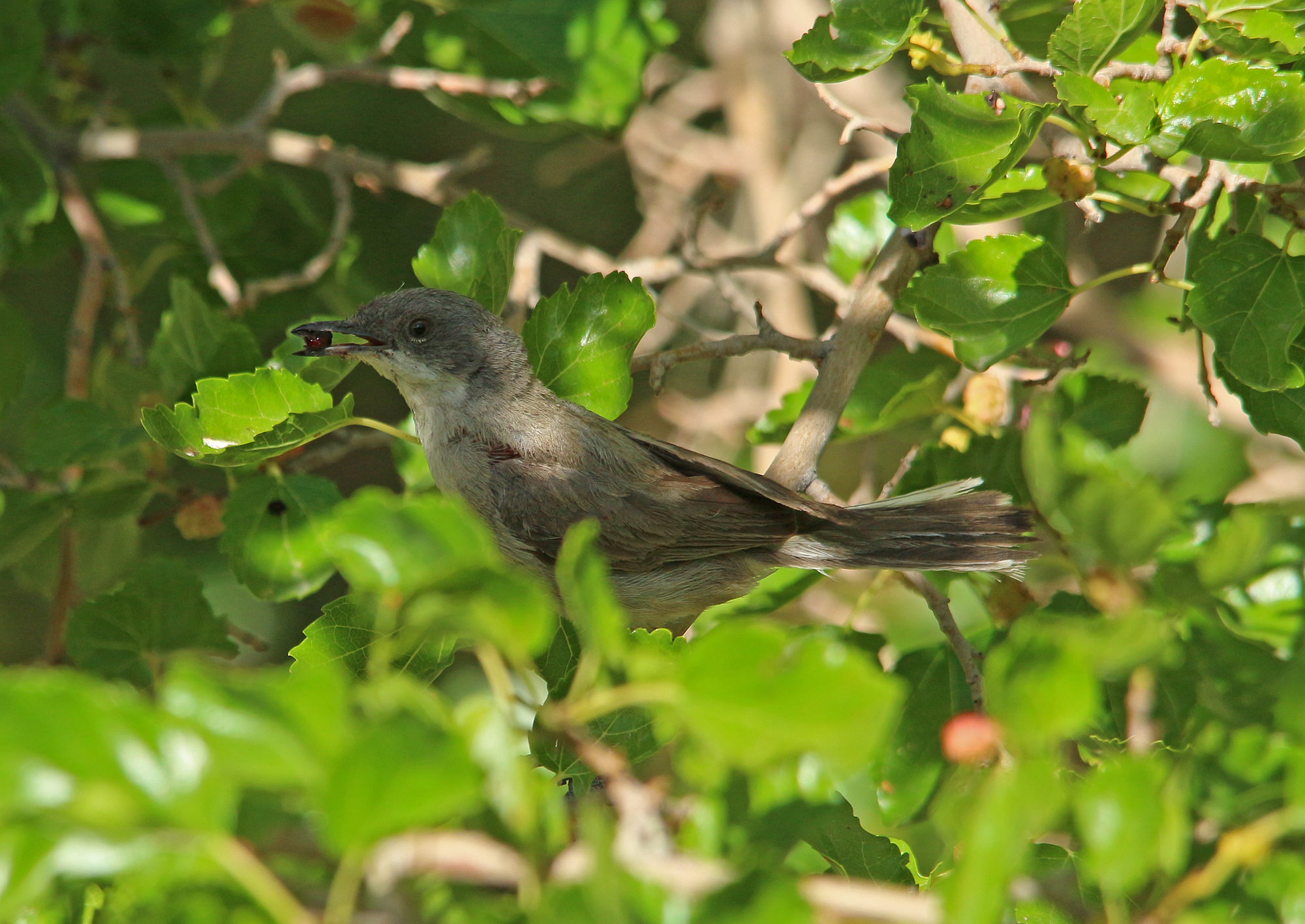
Ärtsångaren håller sig ofta gömd i täta snår och buskage.

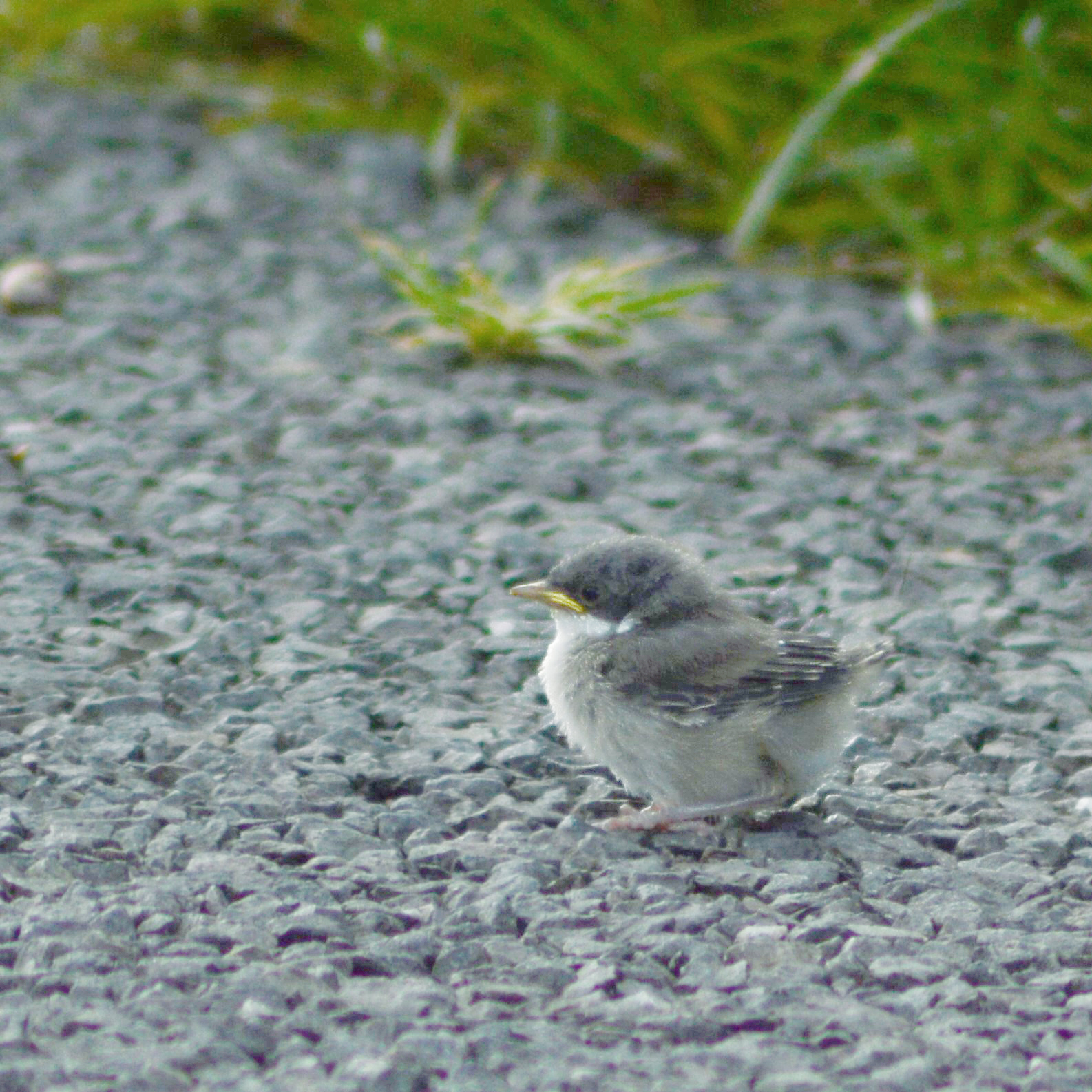
Nyligen flygg unge.

### Biotop
Ärtsångaren lever i trädgårdar, parker, bergsområden och öppna skogsområden med tät undervegetation. Den är ofta svår att få syn på, då den rör sig i täta busksnår. Även när den sjunger brukar den vara dold. Underarterna curruca och blythi föredrar liknande habitat som skogskanter, snår och buskmarker, från lågland upp till 2500 meter över havet. I norr förekommer de även i tajgaskog. Halimodendri förekommer istället i torra områden med buskskog eller enstaka buskar, främst på lågland eller vid foten av berg. På flytten uppträder alla underarter i snår och buskmarker.

### Föda

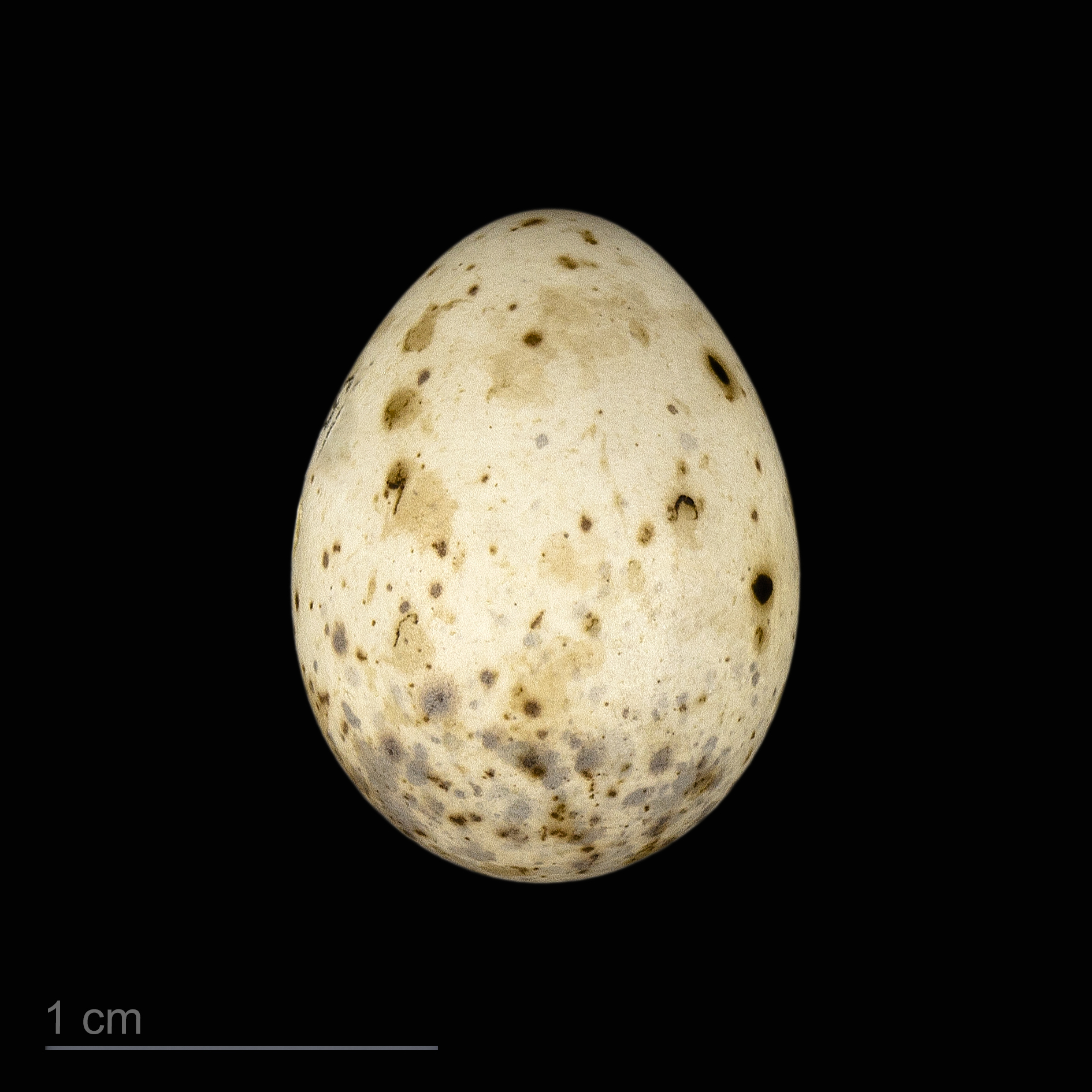
Curruca curruca

Ärtsångaren livnär sig av spindlar, blötdjur, bär samt insekter och deras larver.

### Häckning
Från april till oktober återfinns ärtsångaren på sina häckningsområden. Den blir könsmogen efter ett år. Den bygger ett bo, ofta med tunna väggar, av gräs, rötter, hår och strån. Boet är rikligt ihopklistrat med insektsväv som ofta även sitter på grenverket där boet sitter. Boet är väl dolt, lågt över marken i täta busksnår eller träd. Honan lägger vanligtvis fem till sex ägg, men kullar med tre till sju förekommer. Äggen, som har vit bottenfärg med glesa bruna fläckar, ruvas omväxlande av båda föräldrarna i elva till 13 dagar under den huvudsakliga häckningstiden i maj till juli. Båda föräldrarna matar sedan ungarna. Ungarna lämnar boet något dygn före att de är flygga, vilket sker efter elva till 14 dagar. Ärtsångaren lägger en till två kullar per häckningssäsong. Den kan bli upp till 11 år gammal.

## Status
Arten har ett stort utbredningsområde och beståndet anses vara stabilt. Internationella naturvårdsunionen IUCN listar den därför som livskraftig (LC). Världspopulationen uppskattas till mellan 27,9 och 47,7 miljoner könsmogna individer.
I 2020 års upplaga av svenska Artdatabankens rödlista tas ärtsångaren upp som nära hotad (NT). De senaste tio åren tros den ha minskat med cirka 20 % i Sverige. 2018 uppskattades det svenska beståndet till 145 000 par.

### Namn
Förr kallades ärtsångaren även för "ärtsmyg".